# Arženjak Veliki
Koordinati:   42°47′00″N, 16°59′26″E
Arženjak Veliki je majhen nenaseljen otoček v Jadranskem morju. Pripada Hrvaški.
Arženjak Veliki leži v skupini otočkov z imenom Lastovnjaci okoli 4,5 km severovzhodno od otoka Lastovo. Njegova površina meri 0,04 km². Dolžina obalnega pasu je 0,82 km. Najvišji vrh je visok 28 mnm.